# 张玉 (清朝)
张玉（？—？），汉军镶白旗人，是一名清朝政治人物。
张玉曾于1753年接替蔡长沄任松江府知府一职，1759年由李景淳接任。